# Хундах
Хунда́х — село (аул) в Лакському районі Дагестану (Росія), розташований за 12 км південніше Кумуха.
В XIX столітті в селі успішно розвивалося деревообробне ремесло. Про це свідчать вироблені візерунками двері, вікна, опорні та навісні стовпи, що збереглися донині. Хундахець Нурмагомед Жанмірзаєв після проходження військової служби в Владивостоці, залишився там. В місті Находка за власні кошти він збудував мечеть для всіх тамтешніх мусульман. У 2007 році приїхав в рідне село і провів асфальтовану дорогу довжиною 3 км від села Хурхі.
На старому кладовищі є зіярат Газі Коран-Магомеда, імаму з Хундаху. Його ім'я було додано до Корану за дива, які він здійснював. Наприклад, коли він повертався з мадресе села Чіттур, проходив через (не через міст) бурхливий потік води Казі-Кумухського Койсу, він абсолютно нічого не намочив. На Другу Світову Війну пішли 12 чоловіків, живими повернулися двоє.
1886 року було 37 дворів. В 1914 році було 157 жителів. В 1929 році було 32 двори та 90 мешканців. Сьогодні близько 200 сімей хундахців розкидані по всій Росії.
| Росія | Це незавершена стаття з географії Росії. Ви можете допомогти проєкту, виправивши або дописавши її. |